# Kanami Tashiro
Kanami Tashiro (田代 佳奈美, Tashiro Kanami) est une joueuse de volley-ball japonaise née le 25 mars 1991 à Rittō (Préfecture de Shiga). Elle mesure 1,73 m et joue au poste de passeuse. Elle totalise 49 sélections en équipe du Japon.

## Clubs
| Club                       | De        | À         |
| -------------------------- | --------- | --------- |
| Furukawagakuen High School | 2006-2007 | 2008-2009 |
| Toray Arrows               | 2009-2010 | 2017-2018 |
| CSM Bucureşti              | 2018-2019 | 2018-2019 |
| Denso Airybees             | 2019-2020 | 2020-2021 |
| Volley-Ball Nantes         | 2021-2022 | 2022-2023 |
| Galatasaray                | 2023-2024 | ...       |

## Palmarès
- V Première Ligue
  - Vainqueur : 2010, 2012.
  - Finaliste : 2011, 2013.
- Tournoi de Kurowashiki
  - Vainqueur : 2010.
  - Finaliste : 2012.
- Coupe de l'impératrice
  - Vainqueur : 2011.
  - Finaliste : 2010, 2012.
- Championnat AVC des clubs
  - Finaliste : 2012.
- Championnat de Roumanie
  - Finaliste : 2019.